# Guamare
Guamare (Guamar; pl. Guamares), indijanski narod sredinom 16. stoljeća nastanjen u Sierrama Guanajuata u Meksiku, čije je središte bila okolica Pénjamoa i San Miguela. Otuda su se prostirali na sjever sve do San Felipea i gotovo do Querétaroa na istok, i zapad do Aguascalientesa i Lagos de Morena. Gonzalo de las Casas ih naziva 'hrabrima i 'divljima'. Svoju dugu kosu, su kao i Guachichili bojali crvenom bojom.
Arheolog, Dr. Paul Kirchhoff smatra ih lovačko-sakupljačkim narodom. Od 1550-1590 zajedno s Guachichilima i Pame Indijancima vode gerilski rat protiv Španjolaca i kršćanskih Indijanaca. U nemogućnosti da ih savladaju u mnogim ratnim operacijaman Španjolci ih počinju mititi darovima i sklapaju mir. Guamari su kasnije potisnuti a oni vjerojatno ulaze u sastav mestičkog hispaniziranog seoskog stanovništva.

## Vanjske poveznice
- John P. Schmal, A Look into Guanajuato's Past  Arhivirana inačica izvorne stranice od 15. studenoga 2016. (Wayback Machine)
- John P. Schmal, Indigenous Origins: Zacatecas, Guanajuato, Aguascalientes and Jalisco  Arhivirana inačica izvorne stranice od 23. travnja 2007. (Wayback Machine)